# Margarett Gardiner

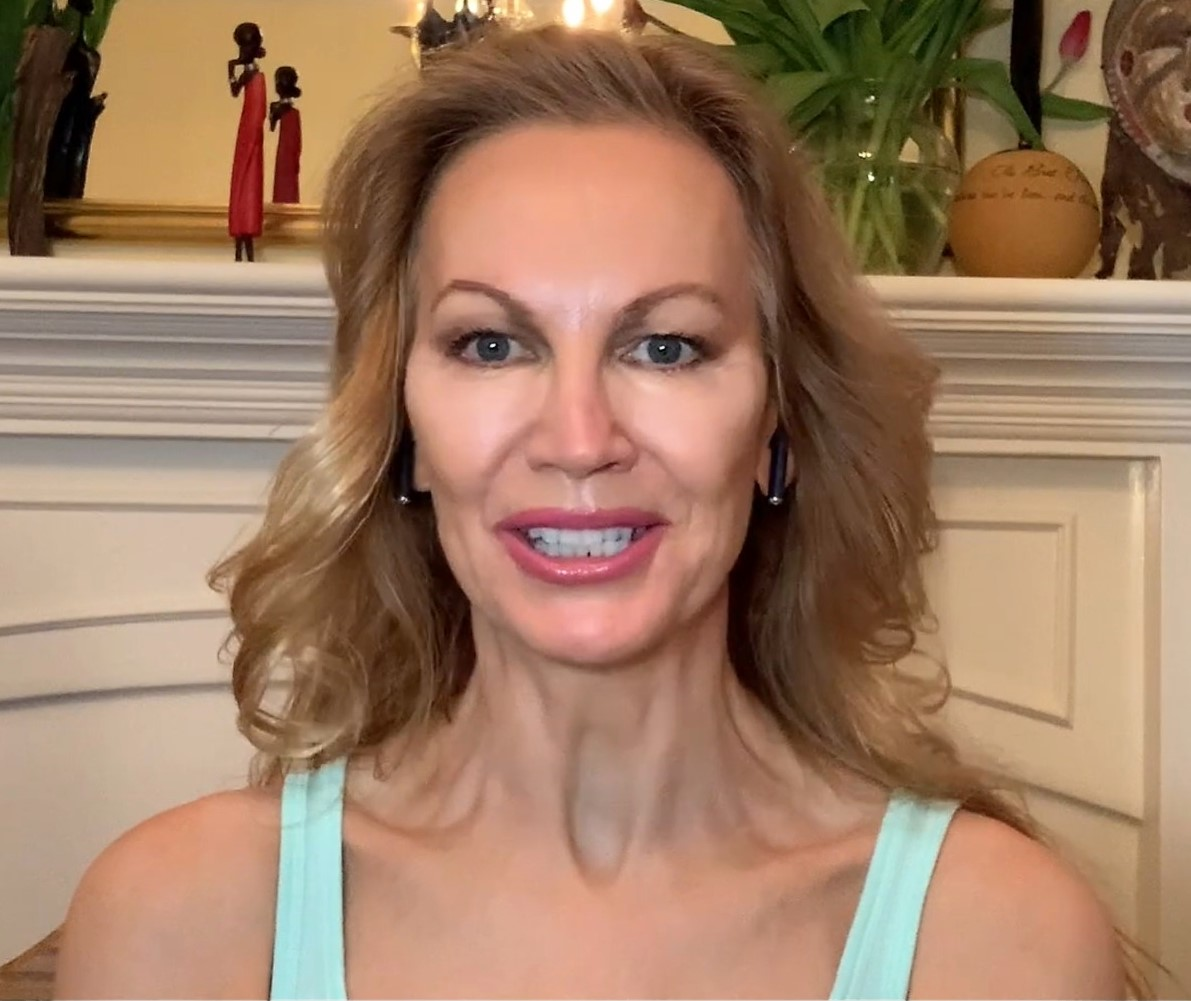
Margaret Gardiner, captură de pe canalul său de YouTube.

Margaret Gardiner (n. 21 august 1959, Cape Town, Africa de Sud) este un fotomodel care a câștigat la vârsta de 18 ani în 1978 titlul de Miss Universe. După trei concursuri în semifinală, ea a intrat cele 5 finaliste pe locul 4, dar a ajuns câștigătoare la întrebarea finală.
In cadrul evenimentului de festivitate care a avut loc în Acapulco, ea a primit coroana de la predecesoarea ei Janelle Commissiong. Ea este acum jurnalistă de presă și de televiziune în Los Angeles. Margarett Gardiner este căsătorită cu Andre Nel, un profesor de la UCLA.